# Campeonato Mundial de Hockey sobre Hielo Masculino de 2017
El LXXXI Campeonato Mundial de Hockey sobre Hielo Masculino se celebró conjuntamente en Colonia (Alemania) y París (Francia) entre el 5 y el 21 de mayo de 2017 bajo la organización de la Federación Internacional de Hockey sobre Hielo (IIHF), la Federación Alemana de Hockey sobre Hielo y la Federación Francesa de Hockey sobre Hielo.
Un total de 16 selecciones nacionales compitieron por el título mundial, cuyo anterior portador era el equipo de Canadá, vencedor del Mundial de 2016.
El equipo de Suecia conquistó el título mundial por décima vez al derrotar en la final a la selección de Canadá con un marcador de 1-2, en los tiros libres. En el partido por el tercer lugar el conjunto de Rusia venció al de Finlandia.

## Sedes
| Foto | Grupo          | Ciudad  | Instalación       | Capacidad |
| ---- | -------------- | ------- | ----------------- | --------- |
|      | A y fase final | Colonia | Lanxess Arena     | 18 500    |
|      | B              | París   | AccorHotels Arena | 15 000    |

## Grupos
| Grupo A        | Grupo B         |
| -------------- | --------------- |
| Rusia          | Canadá          |
| Estados Unidos | Finlandia       |
| Suecia         | República Checa |
| Eslovaquia     | Suiza           |
| Alemania       | Bielorrusia     |
| Letonia        | Noruega         |
| Dinamarca      | Francia         |
| Italia         | Eslovenia       |

## Primera Fase
- Todos los partidos en la hora local de Francia y Alemania (UTC+2).

Los primeros cuatro de cada grupo pasan a la siguiente fase.

### Grupo A
| Equipo         | J | G | EG | EP | P | GF | GC | DG  | PTS |
| -------------- | - | - | -- | -- | - | -- | -- | --- | --- |
| Estados Unidos | 7 | 6 | 0  | 0  | 1 | 31 | 14 | +17 | 18  |
| Rusia          | 7 | 5 | 1  | 0  | 1 | 35 | 10 | +25 | 17  |
| Suecia         | 7 | 5 | 0  | 1  | 1 | 29 | 13 | +16 | 16  |
| Alemania       | 7 | 2 | 2  | 1  | 2 | 20 | 23 | -3  | 11  |
| Letonia        | 7 | 3 | 0  | 1  | 3 | 14 | 18 | -4  | 10  |
| Dinamarca      | 7 | 1 | 2  | 0  | 4 | 13 | 22 | -9  | 7   |
| Eslovaquia     | 7 | 0 | 1  | 2  | 4 | 12 | 28 | -16 | 4   |
| Italia         | 7 | 0 | 0  | 1  | 6 | 6  | 32 | -26 | 1   |

- Resultados

| Fecha | Hora  | Partido¹       | Partido¹ | Partido¹       | Resultado |
| ----- | ----- | -------------- | -------- | -------------- | --------- |
| 05.05 | 16:15 | Suecia         | -        | Rusia          | 1-2 TL    |
| 05.05 | 20:15 | Estados Unidos | -        | Alemania       | 1-2       |
| 06.05 | 12:15 | Letonia        | -        | Dinamarca      | 3-0       |
| 06.05 | 16:15 | Eslovaquia     | -        | Italia         | 3-2 TE    |
| 06.05 | 20:15 | Alemania       | -        | Suecia         | 2-7       |
| 07.05 | 12:15 | Italia         | -        | Rusia          | 1-10      |
| 07.05 | 16:15 | Estados Unidos | -        | Dinamarca      | 7-2       |
| 07.05 | 20:15 | Letonia        | -        | Eslovaquia     | 3-1       |
| 08.05 | 16:15 | Alemania       | -        | Rusia          | 3-6       |
| 08.05 | 20:15 | Estados Unidos | -        | Suecia         | 4-3       |
| 09.05 | 16:15 | Italia         | -        | Letonia        | 1-2       |
| 09.05 | 20:15 | Eslovaquia     | -        | Dinamarca      | 3-4 TL    |
| 10.05 | 16:15 | Estados Unidos | -        | Italia         | 3-0       |
| 10.05 | 20:15 | Eslovaquia     | -        | Alemania       | 2-3 TL    |
| 11.05 | 16:15 | Rusia          | -        | Dinamarca      | 3-0       |
| 11.05 | 20:15 | Suecia         | -        | Letonia        | 2-0       |
| 12.05 | 16:15 | Suecia         | -        | Italia         | 8-1       |
| 12.05 | 20:15 | Dinamarca      | -        | Alemania       | 3-2 TE    |
| 13.05 | 12:15 | Letonia        | -        | Estados Unidos | 3-5       |
| 13.05 | 16:15 | Rusia          | -        | Eslovaquia     | 6-0       |
| 13.05 | 20:15 | Italia         | -        | Alemania       | 1-4       |
| 14.05 | 16:15 | Eslovaquia     | -        | Estados Unidos | 1-6       |
| 14.05 | 20:15 | Dinamarca      | -        | Suecia         | 2-4       |
| 15.05 | 16:15 | Dinamarca      | -        | Italia         | 2-0       |
| 15.05 | 20:15 | Rusia          | -        | Letonia        | 5-0       |
| 16.05 | 12:15 | Suecia         | -        | Eslovaquia     | 4-2       |
| 16.05 | 16:15 | Rusia          | -        | Estados Unidos | 3-5       |
| 16.05 | 20:15 | Alemania       | -        | Letonia        | 4-3 TL    |

- (¹) – Todos en Colonia.

### Grupo B
| Equipo          | J | G | EG | EP | P | GF | GC | DG  | PTS |
| --------------- | - | - | -- | -- | - | -- | -- | --- | --- |
| Canadá          | 7 | 6 | 0  | 1  | 0 | 32 | 10 | +22 | 19  |
| Suiza           | 7 | 3 | 2  | 2  | 0 | 22 | 14 | +8  | 15  |
| República Checa | 7 | 3 | 2  | 0  | 2 | 23 | 14 | +9  | 13  |
| Finlandia       | 7 | 2 | 2  | 1  | 2 | 20 | 22 | -2  | 11  |
| Francia         | 7 | 2 | 2  | 0  | 3 | 23 | 19 | +4  | 10  |
| Noruega         | 7 | 2 | 0  | 2  | 3 | 13 | 19 | -6  | 8   |
| Bielorrusia     | 7 | 2 | 0  | 1  | 4 | 15 | 27 | -12 | 7   |
| Eslovenia       | 7 | 0 | 0  | 1  | 6 | 13 | 36 | -23 | 1   |

- Resultados

| Fecha | Hora  | Partido¹        | Partido¹ | Partido¹        | Resultado |
| ----- | ----- | --------------- | -------- | --------------- | --------- |
| 05.05 | 16:15 | Finlandia       | -        | Bielorrusia     | 3-2       |
| 05.05 | 20:15 | República Checa | -        | Canadá          | 1-4       |
| 06.05 | 12:15 | Suiza           | -        | Eslovenia       | 5-4 TL    |
| 06.05 | 16:15 | Bielorrusia     | -        | República Checa | 1-6       |
| 06.05 | 20:15 | Noruega         | -        | Francia         | 3-2       |
| 07.05 | 12:15 | Eslovenia       | -        | Canadá          | 2-7       |
| 07.05 | 16:15 | Finlandia       | -        | Francia         | 1-5       |
| 07.05 | 20:15 | Noruega         | -        | Suiza           | 0-3       |
| 08.05 | 16:15 | Bielorrusia     | -        | Canadá          | 0-6       |
| 08.05 | 20:15 | Finlandia       | -        | República Checa | 3-4 TL    |
| 09.05 | 16:15 | Eslovenia       | -        | Noruega         | 1-5       |
| 09.05 | 20:15 | Suiza           | -        | Francia         | 3-4 TL    |
| 10.05 | 16:15 | Suiza           | -        | Bielorrusia     | 3-0       |
| 10.05 | 20:15 | Finlandia       | -        | Eslovenia       | 5-2       |
| 11.05 | 16:15 | República Checa | -        | Noruega         | 1-0 TE    |
| 11.05 | 20:15 | Canadá          | -        | Francia         | 3-2       |
| 12.05 | 16:15 | República Checa | -        | Eslovenia       | 5-1       |
| 12.05 | 20:15 | Francia         | -        | Bielorrusia     | 4-3 TL    |
| 13.05 | 12:15 | Noruega         | -        | Finlandia       | 2-3 TE    |
| 13.05 | 16:15 | Eslovenia       | -        | Bielorrusia     | 2-5       |
| 13.05 | 20:15 | Canadá          | -        | Suiza           | 2-3 TE    |
| 14.05 | 16:15 | Francia         | -        | República Checa | 2-5       |
| 14.05 | 20:15 | Suiza           | -        | Finlandia       | 2-3 TE    |
| 15.05 | 16:15 | Canadá          | -        | Noruega         | 5-0       |
| 15.05 | 20:15 | Francia         | -        | Eslovenia       | 4-1       |
| 16.05 | 12:15 | Bielorrusia     | -        | Noruega         | 4-3       |
| 16.05 | 16:15 | República Checa | -        | Suiza           | 1-3       |
| 16.05 | 20:15 | Canadá          | -        | Finlandia       | 5-2       |

- (¹) – Todos en París.

## Fase final
|  | Cuartos de final | Cuartos de final |        |           | Semifinales  | Semifinales  |  |  | Final | Final |
|  |                  |                  |        |           |              |              |  |  |       |       |
|  |                  |                  |        |           |              |              |  |  |       |       |
|  |                  |                  |        |           |              |              |  |  |       |       |
|  | Canadá           | 2                |        |           |              |              |  |  |       |       |
|  | Canadá           | 2                |        |           |              |              |  |  |       |       |
|  | Alemania         | 1                |        |           |              |              |  |  |       |       |
|  | Alemania         | 1                | Canadá | 4         |              |              |  |  |       |       |
|  |                  |                  | Canadá | 4         |              |              |  |  |       |       |
|  |                  | Rusia            | 2      |           |              |              |  |  |       |       |
|  | Rusia            | Rusia            | 2      | 3         |              |              |  |  |       |       |
|  | Rusia            |                  |        | 3         |              |              |  |  |       |       |
|  | República Checa  | 0                |        |           |              |              |  |  |       |       |
|  | República Checa  | 0                | Canadá | 1         |              |              |  |  |       |       |
|  |                  |                  | Canadá | 1         |              |              |  |  |       |       |
|  |                  | Suecia           | 2      |           |              |              |  |  |       |       |
|  | Suiza            | Suecia           | 2      | 1         |              |              |  |  |       |       |
|  | Suiza            |                  |        | 1         |              |              |  |  |       |       |
|  | Suecia           | 3                |        |           |              |              |  |  |       |       |
|  | Suecia           | 3                | Suecia | 4         | Tercer lugar | Tercer lugar |  |  |       |       |
|  |                  |                  | Suecia | 4         |              |              |  |  |       |       |
|  |                  | Finlandia        | 1      |           |              |              |  |  |       |       |
|  | Estados Unidos   | Finlandia        | 1      | 0         | Rusia        | 5            |  |  |       |       |
|  | Estados Unidos   |                  |        | 0         | Rusia        | 5            |  |  |       |       |
|  | Finlandia        | 2                |        | Finlandia | 3            |              |  |  |       |       |
|  | Finlandia        | 2                |        |           | 3            |              |  |  |       |       |
|  |                  |                  |        |           |              |              |  |  |       |       |
|  |                  |                  |        |           |              |              |  |  |       |       |

### Cuartos de final
| Fecha | Hora  | Partido¹       | Partido¹ | Partido¹        | Resultado |
| ----- | ----- | -------------- | -------- | --------------- | --------- |
| 18.05 | 16:15 | Estados Unidos | -        | Finlandia       | 0-2       |
| 18.05 | 16:15 | Rusia          | -        | República Checa | 3-0       |
| 18.05 | 20:15 | Canadá         | -        | Alemania        | 2-1       |
| 18.05 | 20:15 | Suiza          | -        | Suecia          | 1-3       |

- (¹) – El primero y el tercero en Colonia y los otros dos en París.

### Semifinales
| Fecha | Hora  | Partido¹ | Partido¹ | Partido¹  | Resultado |
| ----- | ----- | -------- | -------- | --------- | --------- |
| 20.05 | 15:15 | Canadá   | -        | Rusia     | 4-2       |
| 20.05 | 19:15 | Suecia   | -        | Finlandia | 4-1       |

- (¹) – Ambos en Colonia.

### Tercer puesto
| Fecha | Hora  | Partido¹ | Partido¹ | Partido¹  | Resultado |
| ----- | ----- | -------- | -------- | --------- | --------- |
| 21.05 | 16:15 | Rusia    | -        | Finlandia | 5-3       |

- (¹) – En Colonia.

### Final
| Fecha | Hora  | Partido¹ | Partido¹ | Partido¹ | Resultado |
| ----- | ----- | -------- | -------- | -------- | --------- |
| 21.05 | 20:45 | Canadá   | -        | Suecia   | 1-2 TL    |

- (¹) – En Colonia.

## Medallero
| Suecia | Canadá | Rusia |
| Jonas Brodin Nicklas Bäckström Alexander Edler Oliver Ekman-Larsson Joel Eriksson Ek Dennis Everberg Viktor Fasth Victor Hedman Philip Holm William Karlsson Carl Klingberg John Klingberg Marcus Krüger Gabriel Landeskog Oscar Lindberg Elias Lindholm Henrik Lundqvist Joel Lundqvist Eddie Läck Joakim Nordström William Nylander Linus Omark Victor Rask Anton Strålman Carl Söderberg | Tyson Barrie Sean Couturier Calvin de Haan Jason Demers Matthew Duchene Claude Giroux Chad Johnson Alexander Killorn Travis Konecny Chris Lee Nathan MacKinnon Mitchell Marner Michael Matheson Joshua Morrissey Ryan O'Reilly Colton Parayko Calvin Pickard Brayden Point Mark Scheifele Brayden Schenn Wayne Simmonds Jeff Skinner Marc-Édouard Vlasic | Serguei Andronov Viktor Antipin Alexandr Barabanov Anton Belov Yevgueni Dadonov Vladislav Gavrikov Nikita Gusev Bogdan Kiselevich Nikita Kucherov Yevgueni Kuznetsov Andrei Mironov Serguei Moziakin Vladislav Namestnikov Valeri Nichushkin Dmitri Orlov Artemi Panarin Serguei Plotnikov Ivan Provorov Igor Shestiorkin Vadim Shipachov Ilia Sorokin Ivan Teleguin Vladimir Tkachov Andrei Vasilevski Artiom Zub |
| Rikard Grönborg (seleccionador) | Jon Cooper (seleccionador) | Oleg Znarok (seleccionador) |

## Estadísticas

### Clasificación general
| 1. Suecia          |
| 2. Canadá          |
| 3. Rusia           |
| 4. Finlandia       |
| 5. Estados Unidos  |
| 6. Suiza           |
| 7. República Checa |
| 8. Alemania        |
| 9. Francia         |
| 10. Letonia        |
| 11. Noruega        |
| 12. Dinamarca      |
| 13. Bielorrusia    |
| 14. Eslovaquia     |
| 15. Eslovenia      |
| 16. Italia         |

- () – Equipos que descienden a la división I.

### Máximos goleadores
| N.º | Nombre            | Selección      | Goles | Tiros | %       | Partidos jugados |
| --- | ----------------- | -------------- | ----- | ----- | ------- | ---------------- |
| 1   | Nikita Gusev      | Rusia          | 7     | 25    | 28,00 % | 10               |
| 1   | Nikita Kucherov   | Rusia          | 7     | 28    | 25,00 % | 10               |
| 1   | William Nylander  | Suecia         | 7     | 28    | 25,00 % | 10               |
| 4   | Stéphane Da Costa | Francia        | 6     | 20    | 30,00 % | 6                |
| 5   | Antoine Roussel   | Francia        | 6     | 15    | 40,00 % | 7                |
| 6   | Johnny Gaudreau   | Estados Unidos | 6     | 25    | 24,00 % | 8                |
| 7   | Nathan MacKinnon  | Canadá         | 6     | 34    | 17,65 % | 10               |
| 7   | Ryan O'Reilly     | Canadá         | 6     | 33    | 18,18 % | 10               |
| 9   | Clayton Keller    | Estados Unidos | 5     | 15    | 33,33 % | 8                |
| 9   | Anders Lee        | Estados Unidos | 5     | 28    | 17,86 % | 8                |

Fuente:  Archivado el 10 de junio de 2017 en Wayback Machine.

### Mejores porteros
| N.º | Nombre            | Equipo  | Paradas | Tiros | %       | Partidos jugados |
| --- | ----------------- | ------- | ------- | ----- | ------- | ---------------- |
| 1   | Henrik Lundqvist  | Suecia  | 122     | 129   | 94,57 % | 5                |
| 2   | Calvin Pickard    | Canadá  | 167     | 178   | 93,82 % | 7                |
| 3   | Andrei Vasilevski | Rusia   | 218     | 233   | 93,56 % | 9                |
| 4   | Elvis Merzļikins  | Letonia | 171     | 183   | 93,44 % | 6                |
| 5   | Leonardo Genoni   | Suiza   | 140     | 150   | 93,33 % | 6                |

Fuente:  Archivado el 22 de junio de 2017 en Wayback Machine.

### Equipo ideal
- Mejor jugador del campeonato —MVP—: William Nylander ( Suecia).

| Posición | Nombre            | País     |
| -------- | ----------------- | -------- |
| Portero  | Andrei Vasilevski | Rusia    |
| Defensor | Colton Parayko    | Canadá   |
| Defensor | Dennis Seidenberg | Alemania |
| Atacante | William Nylander  | Suecia   |
| Atacante | Artemi Panarin    | Rusia    |
| Atacante | Nathan MacKinnon  | Canadá   |

Fuente: 